# Барон Рутс
Барон Рутс из Рамсбери в графстве Уилтшир — наследственный титул в системе Пэрства Соединённого королевства. Он был создан 16 февраля 1959 года для британского предпринимателя, сэра Уильяма Рутса (1894—1964). Он был главой британской автомобильной компании «Rootes Group». По состоянию на 2024 год носителем титула являлся его внук, Николас Джеффри Рутс, 3-й барон Рутс (род. 1951), который сменил своего отца в 1992 году.

## Бароны Рутс (1959)
- 1959—1964: Уильям Эдвард Рутс, 1-й барон Рутс (17 августа 1894 — 12 декабря 1964), старший сын Уильяма Рутса (1869—1955)[1];
- 1964—1992: Уильям Джеффри Рутс, 2-й барон Рутс (14 июня 1917 — 16 января 1992), старший сын предыдущего[2];
- 1992 — настоящее время: Николас Джеффри Рутс, 3-й барон Рутс (род. 12 июля 1951), единственный сын предыдущего[3].